# Apple M1
Apple M1 — серия систем на кристалле ARM-архитектуры компании Apple из серии Apple silicon, используемая в компьютерах Mac, ноутбуках MacBook и планшетах iPad Pro и  iPad Air, производится контрактным производителем TSMC на 5-нанометровом техпроцессе и содержит около 16 миллиардов транзисторов. 
Первыми устройствами на M1 стали MacBook Air (Late 2020), MacBook Pro (13 дюймов, Late 2020) и Mac Mini 2020, выпущенные в ноябре 2020 года. В апреле 2021 года был представлен 24-дюймовый iMac и iPad Pro на SoC Apple M1.
8 марта 2022 года был анонсирован iPad Air 5-го поколения на чипе Apple M1. 

## Архитектура
Apple M1 имеет четыре высокопроизводительных ядра «Firestorm» и четыре ядра низкого энергопотребления «Icestorm», что обеспечивает конфигурацию, аналогичную ARM big.LITTLE и процессорам Lakefield от Intel. Это сочетание позволяет оптимизировать энергопотребление; эта возможность отсутствует в устройствах архитектуры Apple-Intel. Apple утверждает, что ядра низкого энергопотребления используют одну десятую мощности высокопроизводительных.
Высокопроизводительные ядра имеют 192 КБ кэша команд и 128 КБ кэша данных и совместно используют 12 МБ кэша L2. Аналогичные характеристики ядер низкого энергопотребления таковы: 128 КБ кэша команд, 64 КБ кэша данных и общий 4 МБ кэша L2. Icestorm «E cluster» имеет частоту 0,6-2,064 ГГц и максимальную потребляемую мощность 1,3 Вт, Firestorm «P cluster» — частоту 0,6-3,204 ГГц и максимальную потребляемую мощность 13,8 Вт.

### Совместимость сx86
Динамическая технология бинарной трансляции Rosetta 2 позволяет запускать на продуктах, оборудованных М1, программное обеспечение, созданное для процессоров с архитектурой x86 под управлением операционной системы macOS. При этом работа всех программ, разработанных под архитектуру Х86, не гарантируется и работать они будут медленнее.

### Память
M1 использует единую конфигурацию памяти LPDDR4X SDRAM 4266 МТ/с (в разных моделях — 8 ГБ и 16 ГБ), разделяемую всеми компонентами процессора. Микросхемы SoC и RAM монтируются совместно в рамках конструкции system-in-package.
M1 Pro имеет 256-битную память LPDDR5 SDRAM 6400 MT/с, а M1 Max - 512-битную память LPDDR5 SDRAM 6400 MT/с. Пропускная способность памяти в M1 составляет 68 ГБ/с, M1 Pro - 204 ГБ/с, а M1 Max - 408 ГБ/с. M1 Pro поддерживает конфигурации памяти 16 или 32 ГБ, а M1 Max - 32 и 64 ГБ. M1 Pro включает медиадвижок кодирования и декодирования ProRes, а M1 Max - два движка. 
M1 Ultra удваивает технические характеристики M1 Max за счёт 1024-битной шины памяти с пропускной способностью 816 ГБ/с и поддержки конфигураций с 64 или 128 ГБ.

### Графика
Чип включает в себя разработанный Apple 8-ядерный (в некоторых моделях — 7-ядерный) графический процессор (GPU) со 128 исполнительными блоками и 1024 арифметико-логическими блоками, который, по утверждению Apple, может обрабатывать одновременно до 24 576 потоков. Плюс чип ещё содержит 16-ядер встроенного ИИ-ускорителя (NPU), способный выполнять 11 триллионов операций в секунду. Также в M1 интегрированы процессор обработки сигналов изображения (ISP), хранилище NVMe и контроллеры Thunderbolt 4.

## Уязвимости

### M1RACLES
В мае 2021 года разработчик Asahi Linux Гектор Мартин обнаружил уязвимость, которую он назвал M1RACLES (M1ssing Register Access Controls Leak EL0 State). Мартин предположил, что уязвимость появилась в результате сознательного нарушения Apple спецификаций архитектуры ARM. В результате этой уязвимости любые два приложения могут скрытно обмениваться данными, минуя любые программные средства защиты и изоляции. Разработчик также указал на то, что уязвимость не может быть устранена программными средствами. Несмотря на это, он считает, что уязвимость не может быть использована для нанесения реального вреда.

### Augury
В мае 2022 года исследователи из Тель-Авивского университета, Иллинойского университета в Урбане-Шампейне и Вашингтонского университета обнаружили уязвимость, получившую название "Augury", связанную с префетчером Data-Memory Dependent Prefetcher (DMP) в чипах M1. В то же время она не считалась существенным риском для безопасности.

### Pacman
В июне 2022 года исследователи Массачусетского технологического института объявили, что нашли уязвимость спекулятивного выполнения в чипах M1, которую они назвали "Pacman" в честь кодов аутентификации указателей (PAC). Apple заявила, что не считает, что это представляет серьезную угрозу для пользователей.

## Производительность и эффективность
M1 показал конкурентоспособную производительность и эффективность в популярных тестах (Geekbench 5, Cinebench R23).
Mac mini 2020 года, оснащенный M1, потребляет 7 Вт в режиме ожидания и 39 Вт при максимальной нагрузке по сравнению с 20 Вт в режиме ожидания и 122 Вт максимальной нагрузкой для 6-ядерного Intel i7 Mac mini 2018 года.
На момент выпуска MacBook Air (M1, 2020) и MacBook Pro (M1, 2020) считались самыми быстрыми ноутбуками семейства MacBook, выпускаемыми компанией Apple, что привело к резкому снижению стоимости ноутбуков MacBook на платформе Intel на вторичном рынке.

## Развитие семейства чипов Apple M1

### Apple M1 Pro
Apple M1 Pro — 8 или 10-ядерный ARM-процессор, изготовляемый по 5-нанометровому техпроцесс TSMC. Чип содержит 8 или 10 ядер CPU (6 или 8 производительных и 2 энергоэффективных) и 16 графических ядер GPU с 2048 исполнительными блоками, плюс ещё 16-ядер встроенного ИИ-ускорителя. Пропускная способность встроенной объединённой памяти (ОЗУ + Видеопамять) составляет 200 Гбайт/с. Процессор содержит 33,7 млрд транзисторов.

### Apple M1 Max
Apple M1 Max — 10-ядерный ARM процессор, изготовляемый по 5-нанометровому техпроцесс TSMC. Чип содержит 10 ядер CPU (8 производительных и 2 энергоэффективных), 24 или 32 графических ядра GPU и 16-ядер встроенного ИИ-ускорителя. Пропускная способность встроенной объединённой памяти (ОЗУ + Видеопамять) составляет 400 Гбайт/с. Процессор содержит 57 млрд транзисторов.

### Apple M1 Ultra
Apple M1 Ultra — 20-ядерный ARM процессор, используемый в компьютерах Mac Studio с 2022 года, изготовляемый по 5-нанометровому техпроцессу TSMC. Чип содержит 20 ядер CPU (16 производительных и 4 энергоэффективных), 48 или 64 графических ядра GPU и 32-ядра встроенного ИИ-ускорителя. Пропускная способность встроенной объединённой памяти (ОЗУ + Видеопамять) составляет 800 Гбайт/с. Основной особенностью M1 Ultra является архитектура UltraFusion, которая объединяет два чипа M1 Max в один гигантский процессор, содержащий 114 млрд транзисторов.

## Применение чипов серии M1
Устройства, использующие Apple M1:
- MacBook Air (M1, 2020) — с ноября 2020 года по март 2024 года (базовая модель имеет 7-ядерный GPU[24]);
- MacBook Pro (13 дюймов, M1, 2020) — с ноября 2020 по июнь 2022 года;
- Mac mini (M1, 2020) — с ноября 2020 года по январь 2023 года;
- iMac (24 дюйма, M1, 2021) — с апреля 2021 года по октябрь 2023 года (базовая модель имеет 7-ядерный GPU[25]);
- iPad Pro (5-го поколения) — с апреля 2021 года по октябрь 2022 года;
- iPad Air (5-го поколения) — с марта 2022 года по май 2024 года.

Устройства, использующие Apple M1 Pro:
- MacBook Pro (14 и 16 дюймов, 2021) — c октября 2021 года по январь 2023 года.

Устройства, использующие Apple M1 Max:
- MacBook Pro (14 и 16 дюймов, 2021) — c октября 2021 года по январь 2023 года;
- Mac Studio — c марта 2022 года по июнь 2023 года.

Устройства, использующие Apple M1 Ultra:
- Mac Studio — с марта 2022 года по июнь 2023 года.

## Варианты
В таблице ниже представлены различные SoC на базе микроархитектур "Firestorm" и "Icestorm".
| Вариант    | Количество ядер CPU (П+Э) | Количество ядер GPU | Количество исполнительных блоков GPU | Количество арифметических логических блоков GPU | Поддерживаемое количество объединённой памяти | Количество транзисторов |
| ---------- | ------------------------- | ------------------- | ------------------------------------ | ----------------------------------------------- | --------------------------------------------- | ----------------------- |
| A14 Bionic | 6 (2+4)                   | 4                   | 64                                   | 512                                             | 4/6 ГБ                                        | 11,8 млрд               |
| M1         | 8 (4+4)                   | 7                   | 112                                  | 896                                             | 8/16 ГБ                                       | 16 млрд                 |
| M1         | 8 (4+4)                   | 8                   | 128                                  | 1024                                            | 8/16 ГБ                                       | 16 млрд                 |
| M1 Pro     | 8 (6+2)                   | 14                  | 224                                  | 1792                                            | 16/32 ГБ                                      | 34 млрд                 |
| M1 Pro     | 10 (8+2)                  | 14                  | 224                                  | 1792                                            | 16/32 ГБ                                      | 34 млрд                 |
| M1 Pro     | 10 (8+2)                  | 16                  | 256                                  | 2048                                            | 16/32 ГБ                                      | 34 млрд                 |
| M1 Max     | 10 (8+2)                  | 24                  | 384                                  | 3072                                            | 32/64 ГБ                                      | 57 млрд                 |
| M1 Max     | 10 (8+2)                  | 32                  | 512                                  | 4096                                            | 32/64 ГБ                                      | 57 млрд                 |
| M1 Ultra   | 20 (16+4)                 | 48                  | 768                                  | 6144                                            | 64/128 ГБ                                     | 114 млрд                |
| M1 Ultra   | 20 (16+4)                 | 64                  | 1024                                 | 8192                                            | 64/128 ГБ                                     | 114 млрд                |